# Ауссерберг
Ауссерберг (нім. Ausserberg) — громада  в Швейцарії в кантоні Вале, округ Західний Рарон.

## Географія
Громада розташована на відстані близько 80 км на південний схід від Берна, 38 км на схід від Сьйона.
Ауссерберг має площу 15 км², з яких на 2,9% дозволяється будівництво (житлове та будівництво доріг), 20,6% використовуються в сільськогосподарських цілях, 45,7% зайнято лісами, 30,8% не є продуктивними (річки, льодовики або гори).

## Демографія
2019 року в громаді мешкало 633 особи (-1,1% порівняно з 2010 роком), іноземців було 7,9%. Густота населення становила 42 осіб/км².
За віковим діапазоном населення розподілялося таким чином: 16,7% — особи молодші 20 років, 57,7% — особи у віці 20—64 років, 25,6% — особи у віці 65 років та старші. Було 269 помешкань (у середньому 2,3 особи в помешканні).
Із загальної кількості 140 працюючих 64 було зайнятих в первинному секторі, 13 — в обробній промисловості, 63 — в галузі послуг.